# 臺灣女性文化地標

2006年中華文化復興運動總會委託藝術家吳瑪俐設計的女性文化地標

台灣女性文化地標為2005年中華文化復興運動總會（後改名「國家文化總會」，現名為「中華文化總會」）邀集多位相關領域的女性座談後所規劃的案件，初步規劃20個地標，其中第一個地標淡水女學堂於2006年3月8日由時任中華民國總統陳水扁正式揭幕。

## 地標列表
1. 淡水女學堂
2. 長榮女中
3. 清信產婆講習所
4. 彰化婦女共勵會（自主性婦女團體）
5. 諸羅婦女協進會（自主性婦女團體）
6. 婦聯會
7. 女青年會
8. 養女之家
9. 許世賢紀念碑
10. 蔡瑞月舞蹈社
11. 拓荒者出版社
12. 婦女新知基金會（博愛路舊址）
13. 主婦聯盟
14. 女書店
15. 慰安所遺址
16. 貞節牌坊
17. 五妃廟
18. 勞動女性紀念公園
19. 姑娘廟
20. 西拉雅族

## 外部連結
- 陳總統3月8日為台灣女性文化地標揭幕（文化總會新聞稿，2006年3月6日）[永久]